# دوري هونغ كونغ لكرة القدم 1930–31
دوري هونغ كونغ لكرة القدم 1930–31 هو موسم من دوري هونغ كونغ لكرة القدم ‏. فاز فيه نادي جنوب الصين.